# Pavonia stipularis
Pavonia stipularis är en malvaväxtart som beskrevs av A. Krapovickas. Pavonia stipularis ingår i släktet påfågelsmalvor, och familjen malvaväxter. Inga underarter finns listade i Catalogue of Life.